# نرخ بیت

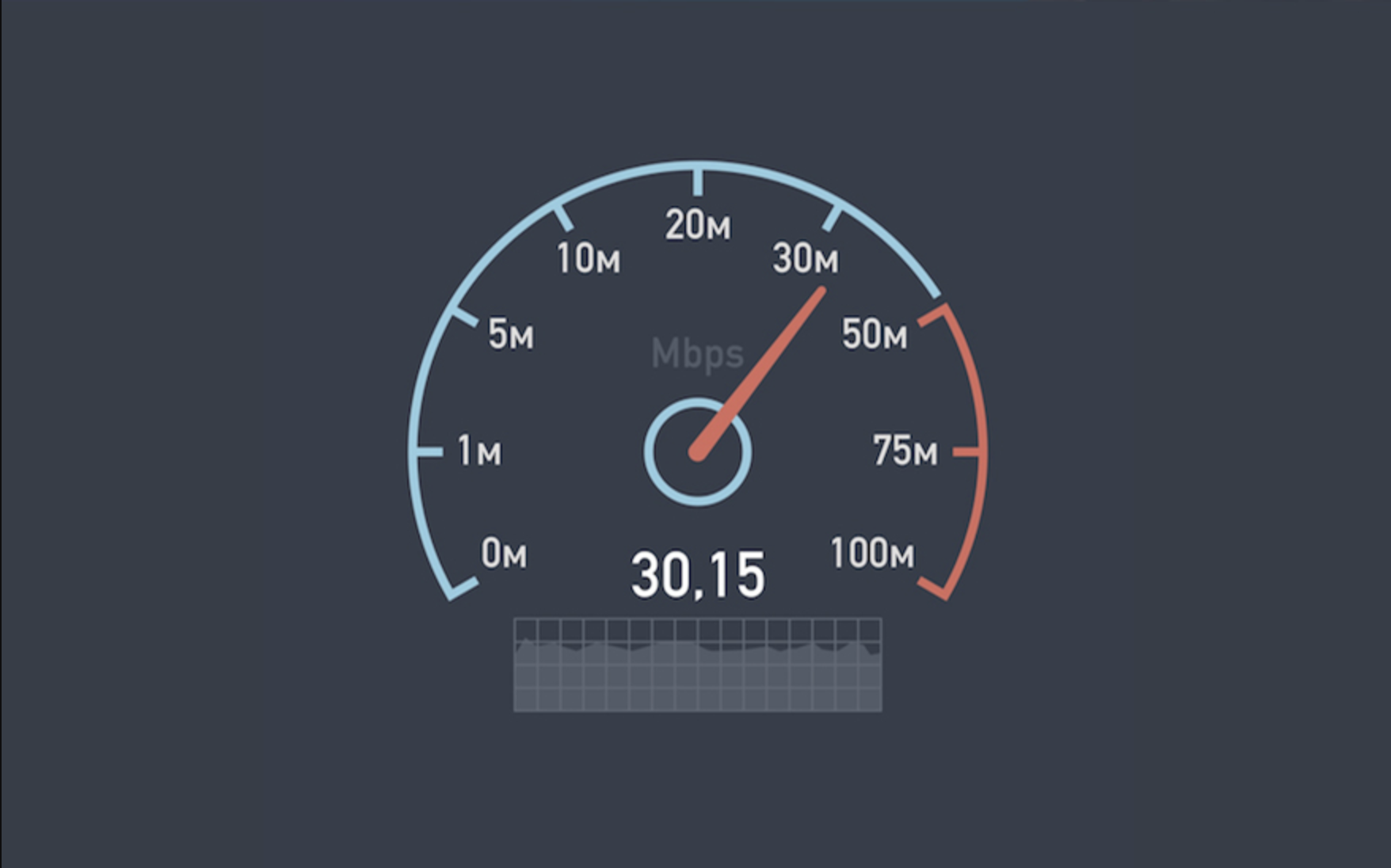
سرعت سنج برای اتصالات اینترنت خانگی بر حسب نرخ بیت

نرخِ بیت یا سرعت بیت (به انگلیسی: Bitrate/Bit rate) یا بیت بر ثانیه، بیان‌گر سرعت انتقال بیت از محلی به محل دیگر است. به بیان دیگر نرخ بیت نشان می‌دهد که در مدت زمانی معین چه مقدار اطلاعات از جایی به جای دیگر منتقل می‌شود. معمولاً نرخ بیت را با بیت بر ثانیه (bps)، کیلوبیت بر ثانیه (kbps) یا مگابیت بر ثانیه (Mbps) اندازه می‌گیرند.
نرخ بیت همچنین می‌تواند کیفیت یک فایل صوتی یا ویدئویی را نشان دهد. برای مثال یک فایل شنیداری که با نرخ بیت ۱۹۲ کیلوبیت بر ثانیه فشرده‌شده نسبت به فایلی که با نرخ بیت ۱۲۸ کیلوبیت بر ثانیه فشرده‌شده، کیفیت بهتر و البته حجم بیشتری دارد. در واقع هر چه نرخ بیت بالاتر باشد بیت‌های بیشتری برای ارائه اطلاعات در هر ثانیه به کار می‌روند. به همین نحو یک فایل ویدئویی با نرخ بیت ۳ مگابیت بر ثانیه دارای کیفیت بیشتری نسبت به یک فایل ویدئویی با نرخ بیت ۱ مگابیت بر ثانیه است.